# Capilla de Guadalupe

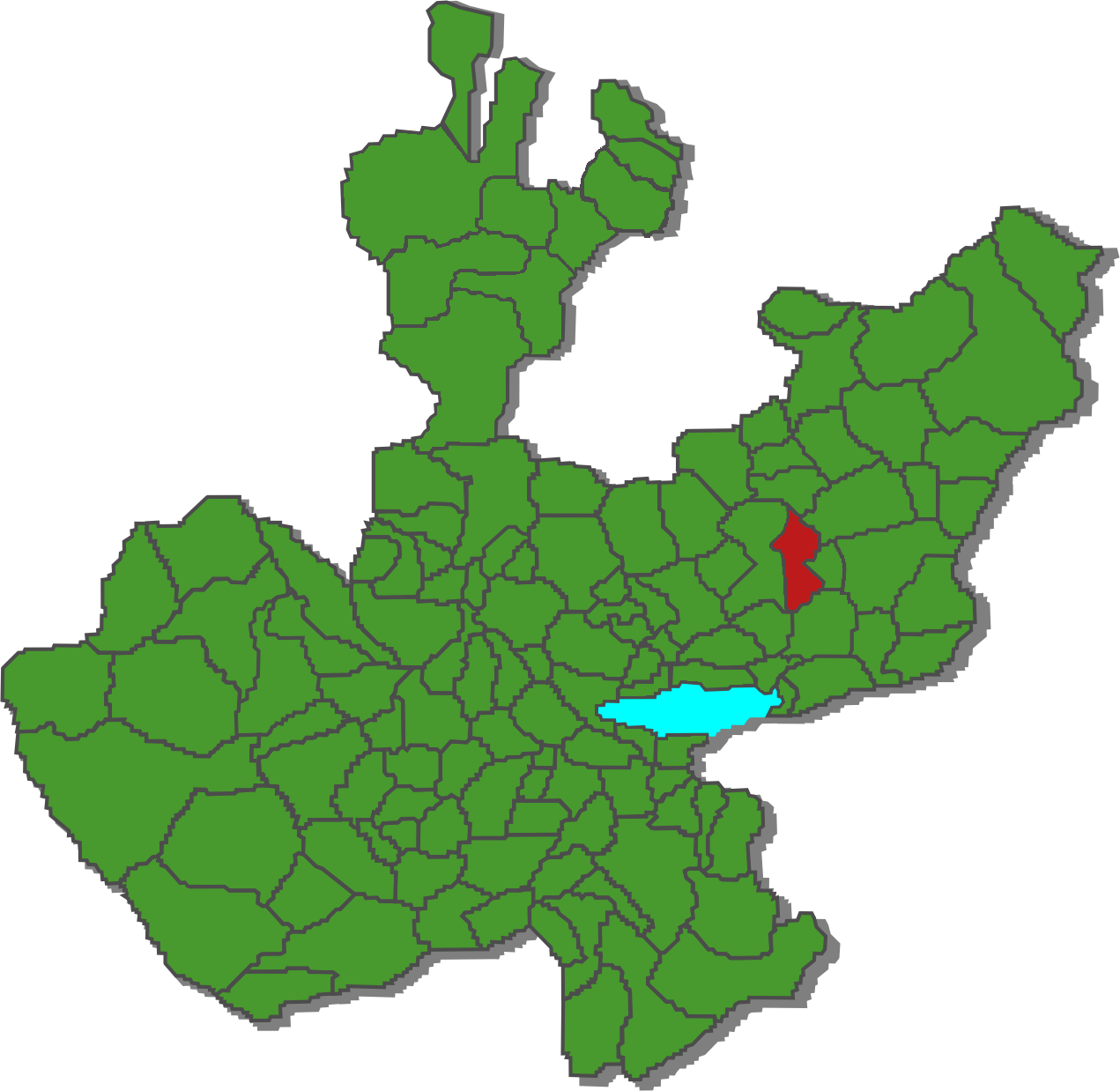
Localização de Capilla de Guadalupe em Jalisco

Capilla de Guadalupe é um município do estado de Jalisco, no México.